# 王通 (宣德進士)
王通（1390年—？），字文達，直隸淮安府山陽縣人，明朝政治人物。進士出身。

## 生平
應天府鄉試第六十八名。宣德五年（1430年）丁丑科會試第八十九名，殿試登進士第三甲第四十名。

## 家族
曾祖父王甫。祖父王志善。父亲王順卿。